# Ростоцький університет
Росто́цький університе́т (лат. Universitas Rostochiensis, нім. Universität Rostock) — громадський університет у Німеччині, в місті Росток, Мекленбург-Передня Померанія.

## Опис
Один із найстаріших університетів світу. Заснований 1419 року за згодою Папи Римського Мартина V. Найстаріший і один із найбільших університетів Північної Європи та акваторії Балтійського моря. З 1547 року один із центрів протестантської освіти. Пов'язаний з п'ятьма Нобелівськими лауреатами. Станом на 2012 рік нараховував понад 15 тисяч студентів. Має 9 факультетів: теологічний (лютеранська теологія), філософський, математики та природничих наук, юридичний, інженерний, агрономії та наук про довкілля, медичний, економіки та суспільних наук, електронної інженерії та інформатики. Співпрацює з рядом дослідницько-наукових інститутів, таких як Наукове товариство імені Лейбніца, Інститут Макса Планка, Товариство імені Фраунгофера тощо. При університеті працює Ростоцька університетська лікарня. Університетами-партнерами є Карлів університет (Прага), Загребський університет, Санкт-Петербурзький державний університет, Гданський університет, Латвійський університет (Рига) та інші. Член Асоціації університетів Європи.

## Випускники
- Вільгельм Кеттлер (1574—1640) — герцог Курляндії.
- Густаф Стеффен (1864—1929) — шведський соціолог.
- Йохан-Карл Вільке (1732—1796) — шведський фізик.

## Викладачі
- Адольф Вах (1843—1926) — відомий юрист, професор.
- Вальтер Гальштайн (1901—1982) — німецький політик, юрист.
- Ганс-Герхард Крейцфельдт (1885—1964) — німецький лікар-невролог.
- Карл Фріш (1886—1982) — австрійський етолог, лауреат Нобелівської премії з фізіології та медицини (1973).
- Отто Штерн (1888—1969) — німецький фізик, лауреат Нобелівської премії з фізики (1943).

## Почесні доктори
- Йоахім Гаук (н. 1940) — федеральний президент Німеччини (2012—2017)